# SK集团
SK集团（韓語：SK그룹）是韩国第三大財閥，总部位于首尔，旗下拥有186家子公司和关联企业，全球雇员人数超过十一万，2018年财富世界500强排名第84。目前SK集团的会长和首席执行官（CEO）為崔泰源。
SK的主营业务是在能源和石油化工领域，子公司SK能源是韩国最大的综合能源化工企业。其蔚山炼厂拥有每年4200万吨原油加工能力，多年来保持全世界同行业单厂炼油规模最大的地位。SK同时也经营电子通讯，子公司SK电讯是韩国最大的移动通信运营商，在韩国的市场占有率达到50%以上，也是全球十大蜂窝移动通信运营商之一:77。子公司SK海力士是SK集团涉足半导体行业的主力，海力士在DRAM市場的佔有率於全球僅次於三星電子。

## 历史

### 早期历史
SK集团的历史可以追溯到1953年4月8日SK创始人崔钟建在朝鲜战争结束后从韩国政府购买的前日占时期的纺织厂“鲜京织物”（现SK Networks）。起初的鲜京织物是朝鲜“鲜满绸缎”和日本东京“京都织物”的合资公司。崔钟建1944年进入鲜京织物担任见习技师。1950年，鲜京工厂遭到破坏，鲜京员工在他的带领下重建了新的鲜京织物，崔钟建出任会长:79-81:66。
朝鲜战争结束后，韩国政府将大批原日本企业卖给私人。崔钟建于是将鲜京织物买下，在履行了“归属财产”手续后，于1953年4月8日正式接管鲜京织物。当时的鲜京织物仅有几台纺织机。10年后，鲜京已经发展成为拥有千余台机器的韩国纺织业巨头，并开始向国际市场出口纤维产品。1962年8月，鲜京产业株式会社正式成立。1969年，鲜京开始生产聚酯原丝，完成从织物到原丝的飞跃。鲜京是韩国第一批醋酸纤维和聚酯纤维的生产者。:51:66

### 第一次产业结构调整：进军石化行业

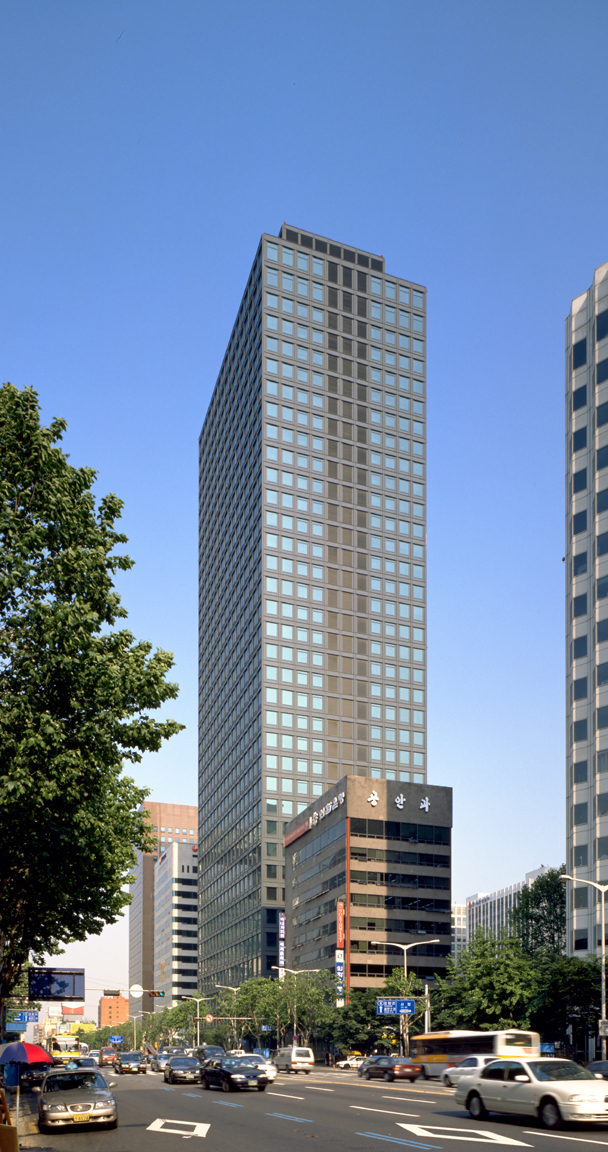
SK集团总部大厦

在韩国大力推动重化工产业发展的第三个五年经济开发计划期间，鲜京于1973年7月成立了鲜京石油株式会社。1973年11月，崔钟建去世后，他的弟弟崔钟贤继任鲜京集团会长:51page2=67。崔钟贤提出二次创业宣言，并宣告“从石油到纤维都做”:79。
1980年，在韩国推行“国退民进”的政策期间，鲜京收购了韩国国有企业大韩石油，成为韩国第五大财团:79。同年12月，鲜京收购了兴国商社（现在的SK能源销售）。1982年和1985年分别创建了大韩石油公社海运和大韩石油公社天然气:51。1991年6月，随着芳香族、乙烯、重油分解脱磺等大规模石化项目的竣工，鲜京实现了“从石油到纤维”的垂直系列化。为保证稳定的原油供应，鲜京从1983年开始在国外开发油田，使韩国成为石油产油国的行列。至今，SK能源在世界14个国家的24个矿区开采石油:67page2=154。

### 第二次产业结构调整：进军通讯行业
20世纪60年代中后期，鲜京集团为了分散在能源、化工领域大规模投资的产业风险，经过反复研究论证将当时人们还很陌生的通讯行业定为21世纪重点发展产业。为进军通信产业，鲜京在1986年10月设立了美国当地法人。1988年，鲜京在世界率先推出手机业务服务，1994年6月收购韩国通讯后，一举成为韩国最大的通讯网络商。鲜京缔造了韩国第一代模拟移动通信的时代，开启了韩国移动通信服务的历史。1996年1月，鲜京在世界范围内首次成功实现了CDMA的商业化推广，顺利完成第二代移动通信的建设，奠定了其在世界通讯市场的领先地位，被誉为“CDMA之父”。1997年，鲜京集团在世界第三个开发出IMF-2000试验平台，用无线通信提供语音、光谱数据和图像传输的多媒体服务，并开始提供国际互联网和PC通讯对接的多媒体在线服务（Netsgo），实现了移动电话和无线寻呼的对接，从而形成互联网——PC通讯——移动电话——无线寻呼相互兼容和对接的多媒体综合服务系统。1998年，成立SK-telink 公司，开通了识别分码为“00700”的移动通讯国际电话业务，并成立生产移动通讯和多媒体终端机硬件产品的SK-teletch公司。:52:67-68。
1998年，鲜京集团引进新的企业创意体系，按照国际标准，鲜京英文“SUN-KYUNG”的首写字母S和K作为集团名称，即“SK集团”:52:69。1998年8月，崔钟贤突然去世。SK集团创始人崔钟建的长子，时任SK化学社长崔胤源出口组织了家族会议。在这次家族会议上，崔钟贤的长子崔泰源被推举为集团会长，掌管家族股份，并把集团经营权交付给职业经理人负责。崔泰源按照家族会议的决定拥戴当时SK集团经营企划室室长的孙吉丞为SK集团会长，并建立“双会长”制:52。2000年9月，SK集团在世界最早推出下载型无线互联网服务，后于2001年5月在世界率先推出移动多媒体服务（VOD/AOD）。2002年1月，崔钟贤的次子崔再源通过把SK电子股份与浦项钢铁的股份相互交换的“股份迂回突破方式”收购第三大的竞争对手新世纪通信，对市场进行了比较成熟的整合。 同年，SK在首尔开通800MHz宽带同步式IMT-20003G商用服务，这是全球首次:53。2004年，SK电讯成功发射DMB卫星。2006年，SK开通了世界首个HSDPA商用:77。
2003年，SK Global（贸易公司）1800亿韩圆巨额假账被曝光。同年6月13日，韩国法院裁定SK会长崔泰源以涉嫌幕后交易和商业欺诈被判处3年监禁。孙吉丞被判3年有期徒刑，缓期4年执行。此外，包括SK集团总经理金昌根在内的等其他8名SK高级职员，也分别被判2-4年有期徒刑，缓期3-4年执行。不过此次事件对SK的冲击并不像人们想象的那么大。在强有力的企业文化支撑下，SK集团又把生命科学作为下一代的核心产业。SK集团一直对医药领域抱有兴趣，SK旗下的鲜京制药是韩国最早的制药企业之一:53。1999年，SK集团开发出韩国新药一号钵复合抗癌制剂。此外，SK集团还研发出从银杏叶提取的改善血液循环的新药吉内欣（Ginexin）和无毒性止痛药特拉马多（Tramadol）:69。2000年，SK集团在上海设立生命事业部，2002年11月在上海张江高科技园区成立SK生命科学研究中心。:54-552005年，SK集团收购了韩国第五大石油炼制公司“仁川制油”。2012年，SK收购知名半导体生产商“海力士”:81-82。2017年9月，SK海力士通过“韩美日联盟”成功收购日本东芝芯片业务，一跃成为继三星电子之后世界闪存领域的第二大企业。

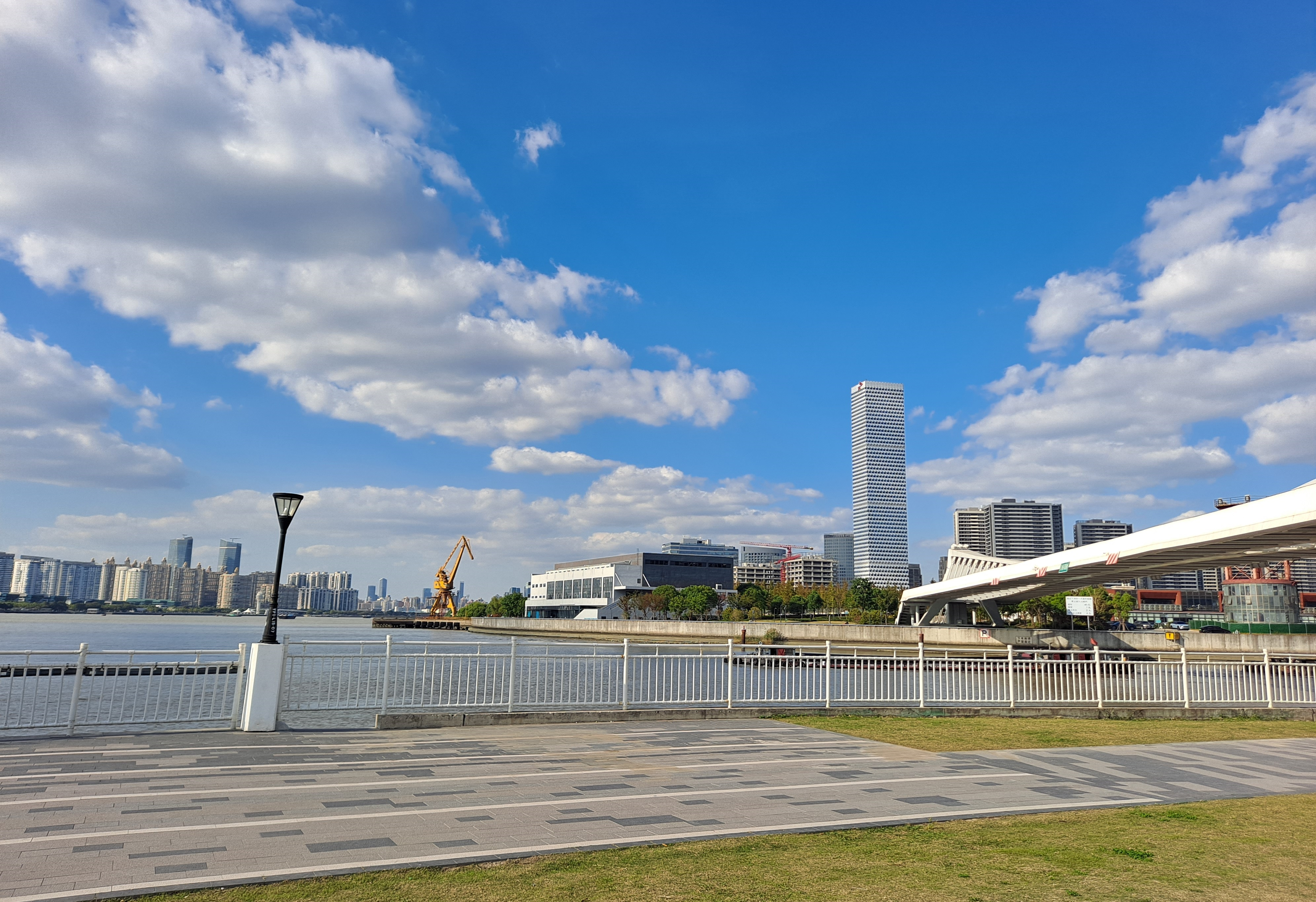
上海SK大厦

2011年，在香港投資成立艾思科有限公司（Essencore Limited），並推出品牌「科賦（KLEVV）」，主要發展記憶體及SSD等業務。
2018年9月，SK集團斥資4.7億美元(約5593億韓元)收購越南第二大私營集團馬山集團Masan的9.5%的股份，成為馬山最大的外資股東。
2019年5月16日SK集團斥資10億美元(約1.19萬億韓元入股越南最大私營集團Vingroup的控股公司(Vingroup JSC)6.1%的股份，並決定簽署戰略合作協議。購買主體是控股公司SK(株)和SK Innovation、SK電訊、SK E&S、SK海力士等5家公司共同出資設立的SK東南亞投資法人。收購完成後，SK集團將繼Vingroup的創始人潘日旺(Pham Nhat Vuong)一家之後，成為第二大股東。

## 集团下属公司
2022年，SK集团下属有186家企业。能源化学和资讯通信是SK集团的两大支柱产业:78。 

### 能源化学

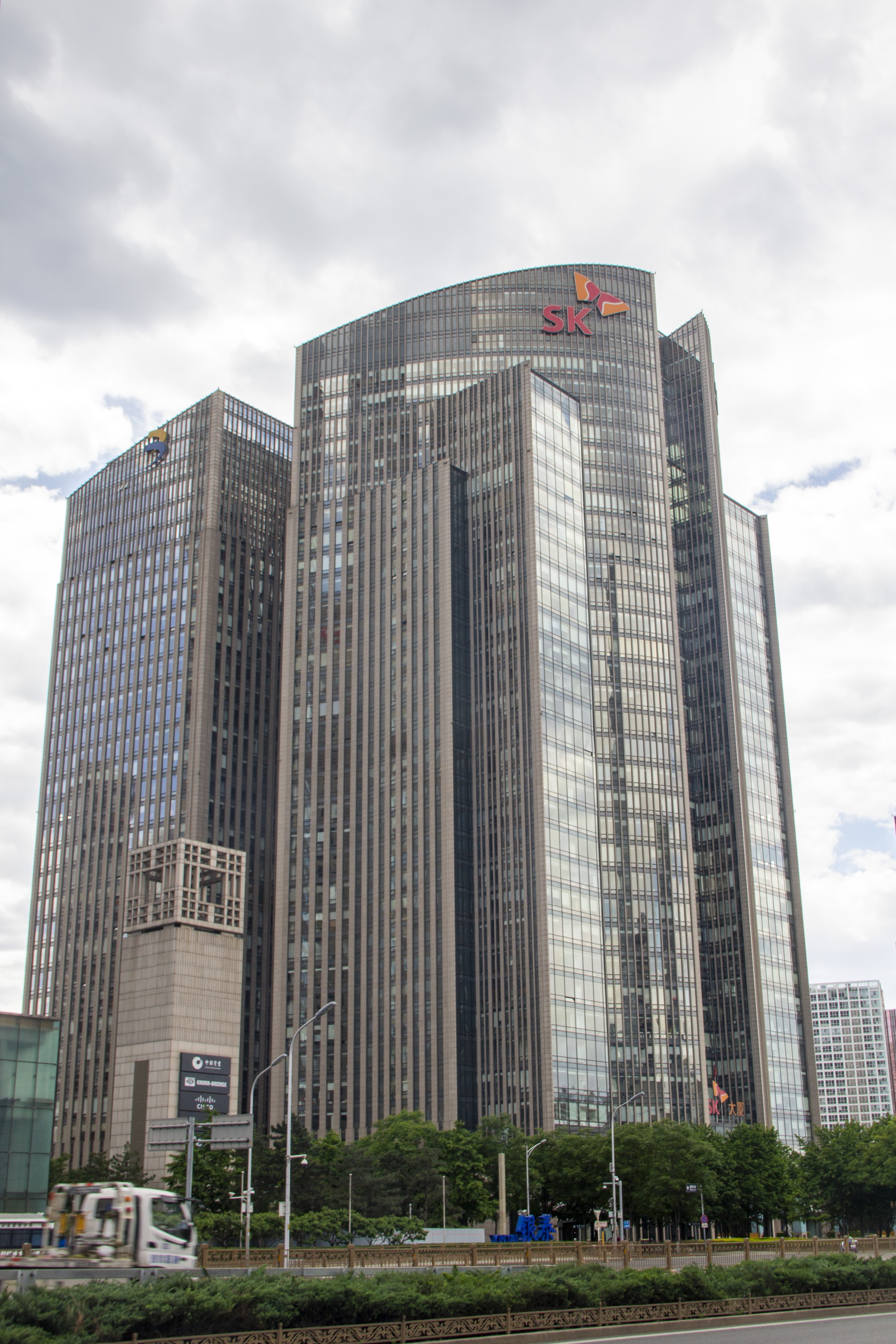
位于北京CBD的SK大厦

| - SK创新（原SK能源） - SK综合化学 | - SK润滑油 - SKC | - SK化学 - SK塑料 | - SK燃气 - SK E&S |

### 资讯通信
| - SK电讯 - SK寬頻 | - SK通信 - SK Telink | - SK Telesys - SK股份公司 C&C |

### 生物科技
- SK生物科技公司（SK Bioscience Co）

### 贸易
| - SK Networks | - SK Global |

### 金融
- SK证券

### 物流
- SK海运

### 建设
- SK建设

### 投資
- 越南Vingroup JSC 6.1%的股份
- 越南馬山集團Masan的9.5%股份
- 越南馬山集團旗下零售商VinCommerce的16.3%股份

### 体育
|  | - 济州联（足球） | - 首尔SK骑士（篮球） | - T1（電子競技） |